# (912) Maritima
(912) Maritima – planetoida z pasa głównego asteroid okrążająca Słońce w ciągu 5 lat i 198 dni w średniej odległości 3,13 au. Została odkryta 27 kwietnia 1919 roku w Hamburg-Bergedorf Observatory w Bergedorfie przez Arnolda Schwassmanna. Nazwa pochodzi od dorocznych, trwających trzy do czterech dni podróży liniowcem oceanicznym na Morze Północne organizowanych przez Uniwersytet w Hamburgu. Przed nadaniem nazwy planetoida nosiła oznaczenie tymczasowe (912) 1919 FJ.